# Base de la Fuerza Aérea Tyndall
La Base de la Fuerza Aérea Tyndall (en inglés: Tyndall Air Force Base) es un lugar designado por el censo ubicado en el condado de Bay en el estado estadounidense de Florida. En el Censo de 2010 tenía una población de 2.994 habitantes y una densidad poblacional de 79,58 personas por km².

## Geografía
Tyndall AFB se encuentra ubicado en las coordenadas 30°5′20″N 85°36′6″O / 30.08889, -85.60167. Según la Oficina del Censo de los Estados Unidos, Tyndall AFB tiene una superficie total de 37.62 km², de la cual 37.46 km² corresponden a tierra firme y (0.43%) 0.16 km² es agua.

## Demografía
Según el censo de 2010, había 2.994 personas residiendo en Tyndall AFB. La densidad de población era de 79,58 hab./km². De los 2.994 habitantes, Tyndall AFB estaba compuesto por el 73.68% blancos, el 13.93% eran afroamericanos, el 0.47% eran amerindios, el 2.4% eran asiáticos, el 0.4% eran isleños del Pacífico, el 2.51% eran de otras razas y el 6.61% pertenecían a dos o más razas. Del total de la población el 13.13% eran hispanos o latinos de cualquier raza.